# Simon Rodia
Pour les articles homonymes, voir Rodia (homonymie).

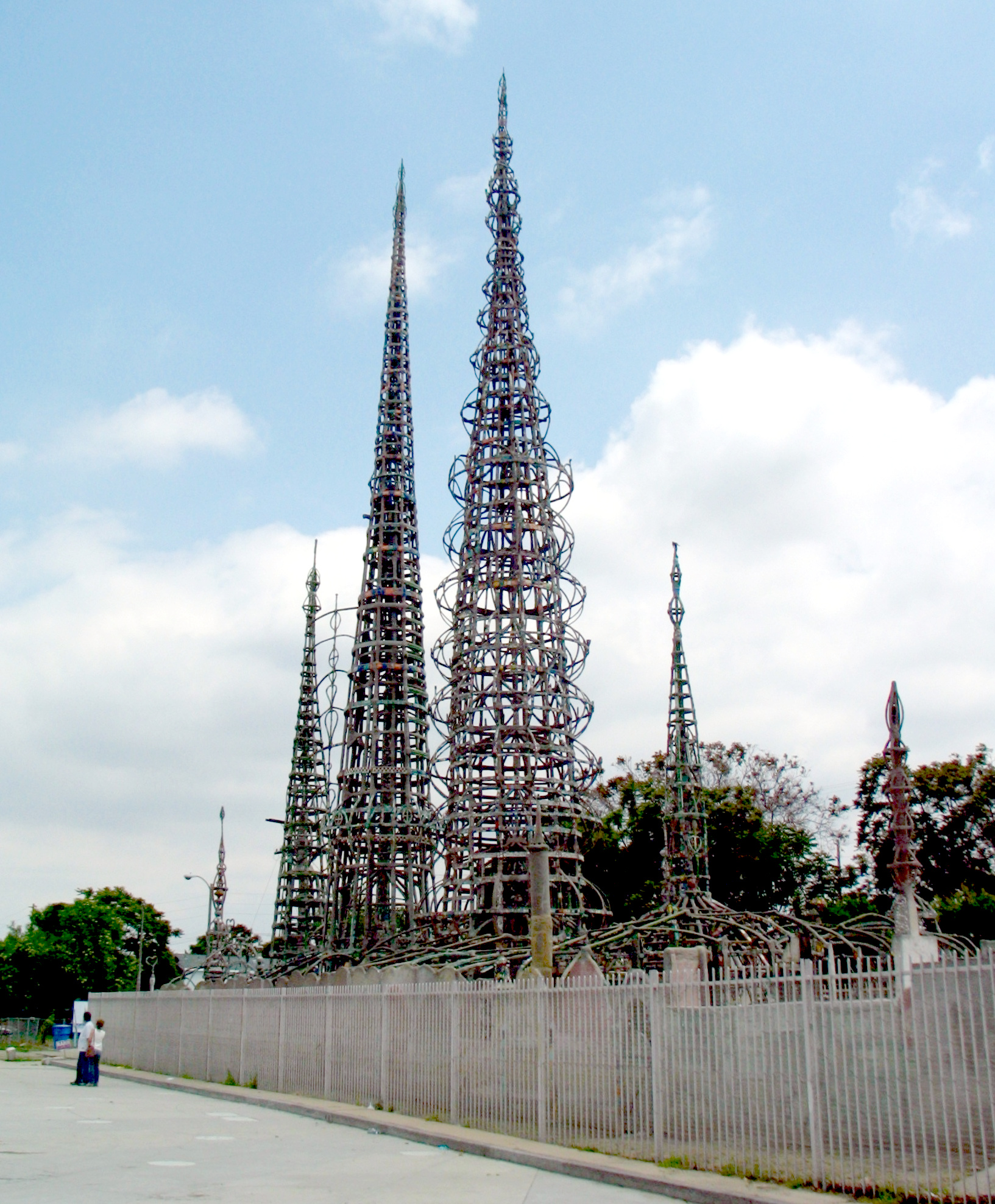
Vue des Watts Towers, œuvre de Simon Rodia

Sabato Simon Rodia, né le 12 février 1879 à Serino dans la province d'Avellino et mort le 16 juillet 1965 à Martinez en Californie, est un immigrant Italien aux États-Unis. Il a vécu la majeure partie de sa vie adulte à Los Angeles dans le quartier de Watts. C'est là qu'il a érigé les Watts Towers.

## Biographie
Simon Rodia est né en 1879 à Serino près de Avellino en Italie. Il émigre aux États-Unis à l'âge de 15 ans et vit avec son frère en Pennsylvanie. Très tôt cependant, son frère meurt lors d'un accident dans une mine. Simon déménage alors vers la côte ouest. Il s'installe d'abord à Seattle. Là, il se marie et aura trois enfants avec sa femme. Il va à Oakland, puis à Long Beach, enfin à Watts au début des années 1920 où il commence la construction des tours.
Rodia commença son œuvre en 1921 et la termina en 1954. Une dispute avec ses voisins amène Rodia à déménager, cette fois à Martinez où il vécut jusqu'à sa mort en 1965.
À Watts on a baptisé une école en son honneur : « Simon Rodia High School ».